# Балабанка (Росія)
Балаба́нка (рос. Балабанка) — селище у складі Первомайського району Оренбурзької області, Росія.

## Населення
Населення — 22 особи (2010; 39 у 2002).
Національний склад (станом на 2002 рік):
- росіяни — 51 %
- казахи — 36 %